# Иванов, Андрей Васильевич
Андре́й Васи́льевич Ивано́в (16 [28] октября 1888 — 10 июня 1927) — российский революционер, советский партийный и государственный деятель. Председатель Киевского губревкома (1920), Харьковского и Одесского губисполкомов (1923—1925). Кандидат в члены ЦК РКП(б) (1924—1925).
Один из руководителей Январского восстания в Киеве в 1918 году.

## Биография
Родился 16 (28) октября 1888 года в деревне Кукшево Костромской губернии. Член Коммунистической партии с 1906 года. Во время Революции 1905—1907 годов вёл партийную работу во Владимирской губернии и Москве. Член РСДРП с 1906 года.
В 1916 году в Киеве возглавил большевистскую группу на заводе «Арсенал».
После Февральской революции 1917 года на первых демократических (всенародных) выборах в Киевскую городскую думу, состоявшемся 23 июля (5 августа) 1917 год, был избран гласным по списку РСДРП(б). Член Киевского комитета РСДРП(б), делегат VI съезда РСДРП(б). Во время Октябрьского (1917) и январского (1918) вооружённых восстаний в Киеве член Ревкома. Один из руководителей Январского восстания. С декабря 1917 года член ЦИК Украины, с марта 1918 года член Президиума ЦИК Украины, народный секретарь внутренних дел Украинской Социалистической Советской Республики, также был уполномоченным ЦК РКП(б) в Курске по поставкам вооружения и партийной литературы КП(б) Украины в ЦК КП(б) Украины.
С декабря 1919 по июль 1920 года — председатель Киевского губревкома, затем Харьковского и Одесского губисполкомов.
Член Президиума и секретарь ВУЦИК. Делегат XII и XIII съездов партии, на XIII съезде избирался кандидатом в члены ЦК РКП(б). С 1925 года — член ЦИК СССР. Был членом Президиума, заместителем председателя бюджетной комиссии, секретарём Совета Союза ЦИК СССР. Был освобождён от должностей за тяжёлый алкоголизм.
С 1925 года до дня смерти занимал должность заместителя директора Института советского строительства в Москве.
Скончался 10 июня 1927 года в Москве от туберкулёза. Похоронен в Мариинском парке в Киеве.

## Память
В 1927 году имя Андрея Иванова было присвоено Одесскому русскому драматическому театру, с 1929 года — Киевскому фуникулёру.
Его имя носила улица в Киеве (1944—2014, сейчас — Бутышев переулок). В период 1927—1940 его имя носила другая улица Киева — бывшая Левандовская, ныне улица Анищенко
Его имя носила улица в Харькове – бывшая Ветеринарная до 1927 года (ныне улица Свободы).
В 1976 году в Киеве был установлен памятник Андрею Иванову. В ночь на 27 мая 2015 года памятник был демонтирован.

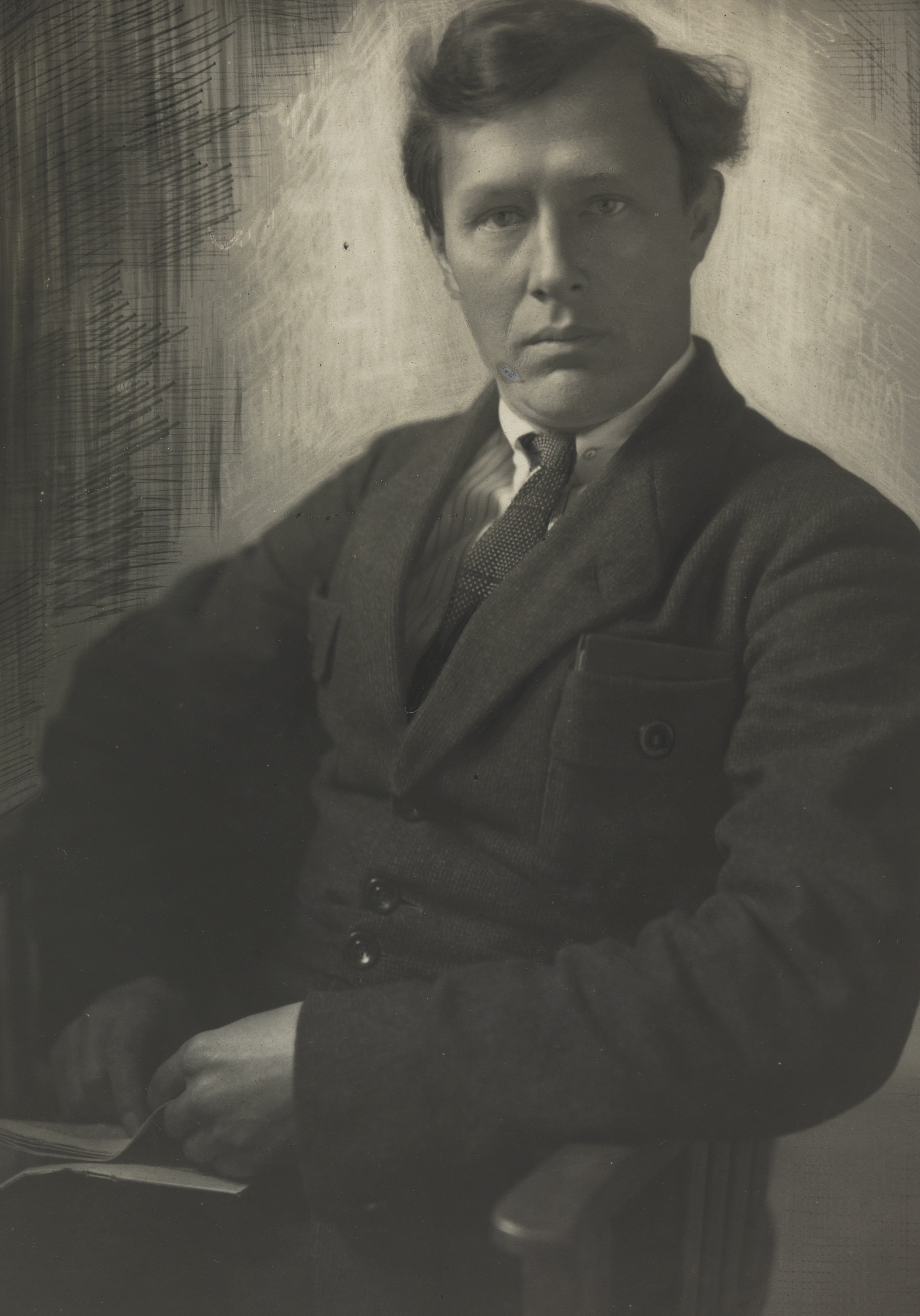
Андрей Иванов, 1920-е годы
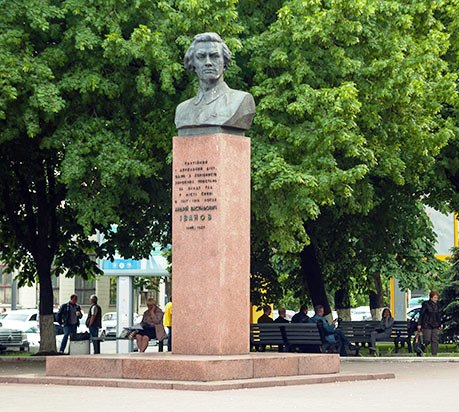
Памятник Андрею Иванову в Киеве (демонтирован в мае 2015 года)